# دیته کوتزیان
دیته کوتزیان (انگلیسی: Ditte Kotzian؛ زادهٔ ۹ مارس ۱۹۷۹) ورزشکار شیرجه اهل آلمان است.
وی در مسابقات کشوری و بین‌المللی در مجموع برندهٔ ۳ مدال نقره، ۱ مدال برنز شده‌است.